# 8146 Jimbell
A 8146 Jimbell (ideiglenes jelöléssel 1983 WG) a Naprendszer kisbolygóövében található aszteroida. Edward L. G. Bowell fedezte fel 1983. november 28-án.